# Pacheia Ammos
Pacheia Ammos (Griego: Παχειά Άμμος) es una localidad del municipio de Ierápetra, en la isla de Creta, en Grecia. Se encuentra en la costa norte de la isla, a 15 km al norte de la ciudad de Ierápetra, en la bifurcación de la carretera que lleva a Heraclión, al oeste, y a Sitía, al este. Tiene una población de 827 en 2021.